# Olivier Carrard
Pour les articles homonymes, voir Carrard.

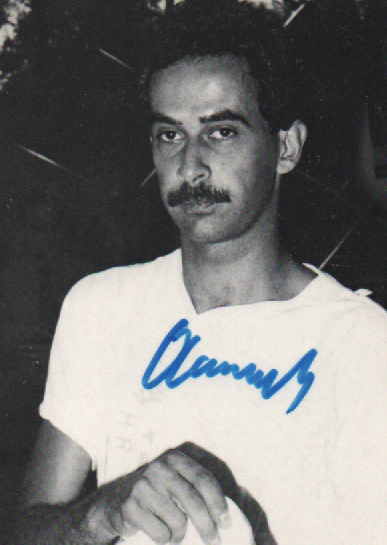
Olivier CARRARD

Olivier Carrard, né le 19 novembre 1956, est un escrimeur suisse.

## Biographie
Juriste de profession, il est président de la fédération suisse d'escrime de 2009 à 2021 (quatre mandats).

## Palmarès sportif
- Championnats du monde
  -  Médaille d'argent par équipes aux championnats du monde 1982[5]

- Championnats d'Europe
  -  Médaille d'or en individuel aux championnats d'Europe 1982[6]